# Mo Vaughn
Maurice Samuel Vaughn (ur. 15 grudnia 1967) – amerykański baseballista, który występował na pozycji pierwszobazowego przez 12 sezonów w Major League Baseball, trzykrotny uczestnik Meczu Gwiazd (1995–1996, 1998). W 1995 został wybrany najbardziej wartościowym zawodnikiem i otrzymał nagrodę Silver Slugger Award.